# Иоанн (Лавриненко)
Архиепи́скоп Иоа́нн (в миру Ви́ктор Фили́ппович Лаврине́нко; 12 (24) марта 1899, Екатеринодар — 12 октября 1985, Херсон) — епископ Русской православной церкви, архиепископ Костромской и Галичский.

## Биография
Окончил Екатеринодарское духовное училище и Ставропольскую семинарию по первому разряду.
После революции эмигрировал.
Пострижен в монашество в Андреевском Афонском подворье в Константинополе епископом Севастопольским Вениамином. Им же 26 июня 1921 года рукоположен во иеродиакона, а 31 июля того же года — во иеромонаха. Пребывал в монастырях Сербской Православной Церкви.
В 1922 году прибыл в Польшу и был определён в число братии Виленского Свято-Духова монастыря и назначен столоначальником Виленской Духовной Консистории. В 1923 году назначен членом Волынской Духовной Консистории и законоучителем гимназии в Кременце. В 1924 году определён законоучителем Дерманских духовных школ на Волыни и временно исполняющим обязанности инспектора классов Дерманского Епархиального женского училища.
В том же году выразил солидарность собору епископов во главе с митрополитом Дионисием (Валединским), провозгласившим автокефалию Польской православной церкви и отделение её от Московского патриархата, что не было одобрено российскими иерархами и формально означало раскол.
В 1925 году переведен преподавателем Виленской духовной семинарии (низших классов) и наместником Виленского Свято-Троицкого монастыря. В том же году возведен в сан игумена. В 1927 году поступил на богословское отделение Варшавского университета, которое окончил в 1931 году со степенью магистра богословия. В 1931 году состоял снова членом Волынской Духовной Консистории и наместником Кременецкого Богоявленского монастыря. В 1932 году возведён в сан архимандрита. В 1935 году исполнял обязанности члена Гродненской Духовной Консистории и наместника Борисоглебского монастыря в Гродно. Затем был настоятелем Жировицкого Успенского монастыря.
Принят в юрисдикцию Московской Патриархии и зачислен в число братии Виленского Св. Духова монастыря. Митрополитом Сергием (Старогородским) представлен к хиротонии во епископа Аляскинского, викария Североамериканской епархии, но по болезни в Америку не поехал, а пребывал в Польше, оставаясь в юрисдикции Московской Патриархии.
9 декабря 1941 года в Почаевской лавре был хиротонисан во епископа Ковельского, викария Волынской епархии для новообразованной Украинской автономной православной церкви Московского патриархата. Хиротонию возглавил митрополит Алексий (Громадский). Епископ Иоанн стал его викарием. 30 апреля 1942 года Собор автономной УПЦ утвердил избрание епископа Иоанна на Брестскую кафедру по просьбе местного духовенства. 7 июня 1943 года был возведен в сан архиепископа на состоявшемся в Ковеле Архиерейском Соборе Украинской Православной Церкви, стал правящим архиереем самостоятельной Полесской и Брестской епархии. В 1945 году назначен настоятелем Свято-Владимирской церкви в городе Мариенбад, Чехословакия.
12 января 1946 года назначен архиепископом Молотовским и Соликамским (Молотовом до 1957 называлась Пермь). 20 мая прибыл в Молотов.
С 31 мая 1956 года — архиепископ Алматинский и Казахстанский.
С 14 апреля 1957 года — архиепископ Челябинский и Златоустовский.
Способствовал укреплению и расширению материальной базы новой епархии: провел реконструкцию многих церквей и молитвенных домов. Много времени и внимания уделял укреплению дисциплины среди духовенства. Активная деятельность епископа вызвала неудовольствие властей.
С 15 июля 1959 года — на покое.
С 16 марта 1961 года — архиепископ Костромской и Галичский.
5 мая 1961 года уволен на покой. Проживал в Херсоне, где и умер 12 октября 1985 года. Погребён высокопреосвященный, согласно завещанию, на кладбище в посёлке Киндийка, в пригороде Херсона.

## Публикации
- Возвращение на Родину и первые впечатления пребывания на ней // Журнал Московской Патриархии. М.,  1946. №9 (ЖМП). 58-62.